# Phyllobaea
Phyllobaea é um género botânico pertencente à família Gesneriaceae.

## Espécies
- Phyllobaea amplexicaulis
- Phyllobaea glandulosa
- Phyllobaea speciosa